# Prima che sia tardi
Prima che sia tardi (Anglo-Saxon Attitudes) è una novella satirica di Angus Wilson, pubblicata nel 1956. È il più famoso libro di Wilson, e può essere considerato il suo migliore lavoro.